# Heparina
La heparina —del griego ηπαρ (epar), hígado—, es un glicosaminoglicano muy sulfatado que se utiliza ampliamente como anticoagulante inyectable, y tiene la densidad de carga más alta conocida de todas las biomoléculas. También se puede utilizar para formar una superficie interior anticoagulante en diversos dispositivos experimentales y médicos tales como tubos de ensayo y máquinas de diálisis renal.
A pesar de que su uso principal en medicina es como anticoagulante, su verdadero papel fisiológico en el cuerpo permanece incierto, debido a que la anticoagulación de la sangre se consigue principalmente mediante proteoglicanos de sulfatos de heparina derivados de las células endoteliales. La heparina se almacena generalmente dentro de los gránulos secretores de mastocitos y se libera en el sistema vascular solo en los sitios de lesión de los tejidos. Se ha propuesto que, en lugar de anticoagulación, el propósito principal de la heparina es la defensa en tales sitios contra las bacterias invasoras y otros materiales extraños. Además, esto se observa a través de un número amplio de diferentes especies, incluyendo algunos invertebrados, que no tienen un sistema de coagulación de la sangre similar.
En la naturaleza, la heparina es un polímero con una cadena de tamaño variable. La heparina no fraccionada como producto farmacéutico es heparina que no ha sido fraccionada para aislar la fracción de moléculas con bajo peso molecular. En cambio, la heparina de bajo peso molecular se ha sometido a fraccionamiento con el propósito de hacer que su farmacodinámica resulte más predecible.
La heparina figura en la lista de medicinas esenciales de la OMS, una lista que incluye la medicación más importante necesaria en un sistema de salud básico.

## Historia

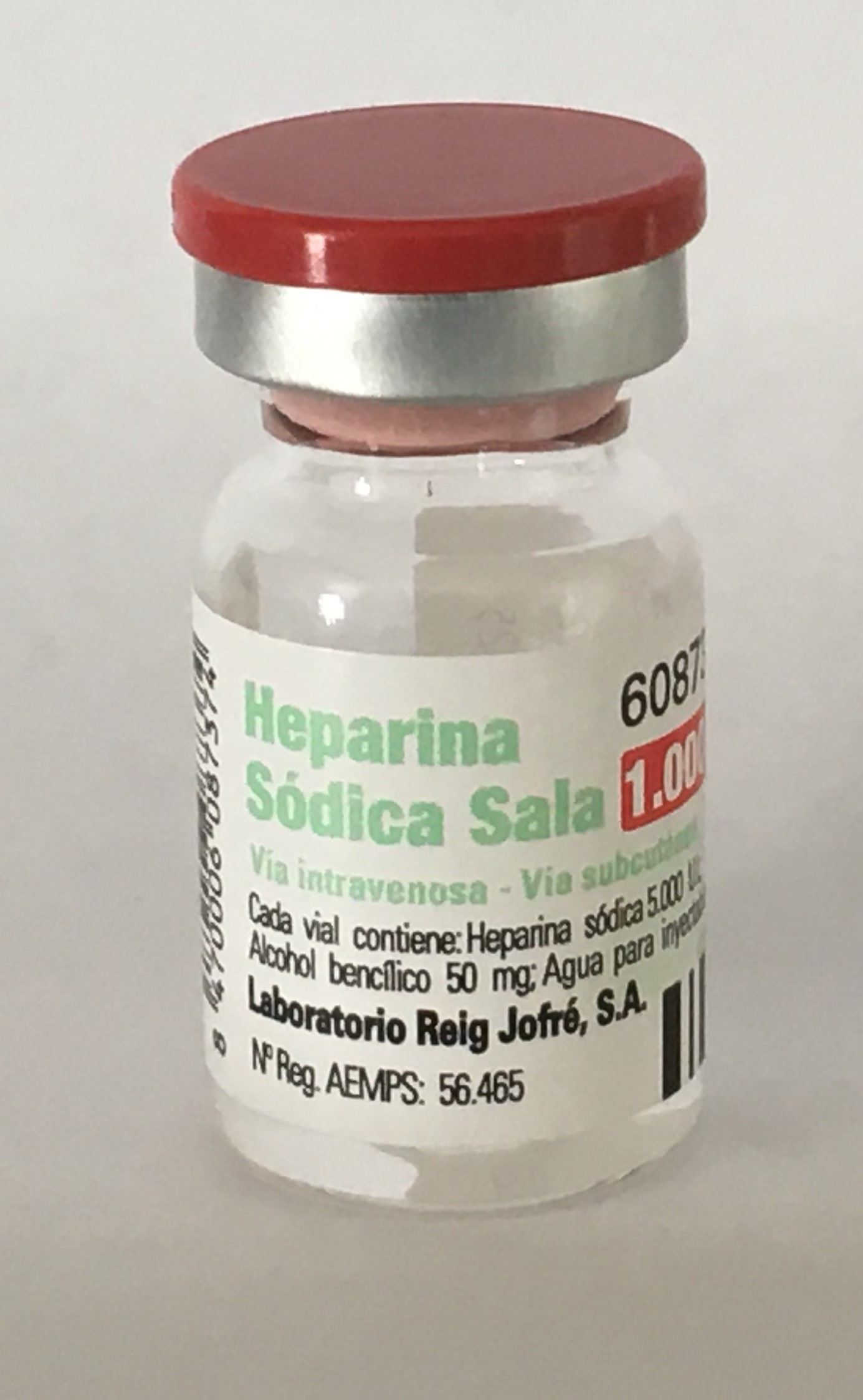
Un vial de heparina sódica, para administración parenteral.

La heparina se aisló originalmente a partir de células hepáticas, en una investigación de la Universidad Johns Hopkins.

## Química
La heparina pertenece a la familia de los glicosoaminoglicanos, polímeros de glúcidos presentes en los organismos vivos, por lo general estas largas cadenas son repeticiones de disacáridos.
Principalmente, los dímeros que conforman la heparina son formados por el Ácido idurónico (alfa-levo) y la N-Acetilglucosamina (alfa-dextro), ambas moléculas sulfatadas (el ácido idurónico posee un grupo sulfato mientras que la n-acetilglucosamina puede presentar dos y muy raramente tres), aunque pueden presentarse dímeros con alguna de las dos moléculas sin sulfatar, o el ácido idurónico reemplazado por Ácido glucurónico.
Los dímeros más frecuentes son:
- 2-sulfato-idurónico + 2,6-disulfato-acetilglucosamina
- 2-sulfato-idurónico + 2-sulfato-acetilglucosamina
- idurónico + 2,6-disulfato-acetilglucosamina
- idurónico + 2-sulfato-acetilglucosamina
- glucurónico + 2-sulfato-acetilglucosamina
- glucurónico + acetilglucosamina

Las cadenas de heparina pueden pesar entre 3 y 30 KDa en los organismos, mientras que los preparados farmacéuticos poseen cadenas de entre 12 y 15 KDa.

## Mecanismo de acción
Actúa sobre la trombina, que desempeña un importante papel en la formación del coágulo en la sangre. La heparina clásica ejerce su efecto anticoagulante acelerando la formación de complejos moleculares entre la antitrombina III, mientras que los factores II (protrombina), IX, X, XI y XII quedan inactivados. Tiene particular importancia la acción ejercida sobre la trombina y el factor X.

## Intoxicación por heparina
En el caso de sufrir intoxicación por heparina, el antídoto empleado es la protamina, en dosis de 1 mg i.v. por cada 100 unidades de heparina administradas en las últimas cuatro horas.

## Reacciones adversas
Puede producir hemorragias severas, trombocitopenia, osteoporosis, taponamiento cardíaco agudo, lesiones dérmicas e hipersensibilidad al medicamento.

## Heparina sintética
El equipo de investigación internacional dirigido por el estadounidense Robert Lindhardt, en el que participan investigadores españoles del CSIC y de la Universidad de La Rioja, logró sintetizar heparina en 2008, en pequeñas dosis, aunque en un plazo de 5 años esperan poder obtenerla en grandes cantidades.

## Vida útil
La vida útil estimada va de los 18 meses a los tres años,